# Sphingonotus carinatus
Sphingonotus carinatus är en insektsart som beskrevs av Zheng, Z., Shantang Li och S. Ding 1995. Sphingonotus carinatus ingår i släktet Sphingonotus och familjen gräshoppor. Inga underarter finns listade i Catalogue of Life.